# Fissidens obscurocostatus
Fissidens obscurocostatus är en bladmossart som beskrevs av Ronald Arling Pursell 1966 [1967. Fissidens obscurocostatus ingår i släktet fickmossor, och familjen Fissidentaceae. Inga underarter finns listade i Catalogue of Life.